# Edmund Blinn House
La Edmund Blinn House, fondata nel 1945 a Pasadena, Contea di Los Angeles, California, come club sociale per donne e centro per organizzazioni femminili e altri gruppi civici, è stata la sede del Circolo cittadino femminile sin dal suo inizio. La casa fu acquistata dal Club, con il sostegno della filantropa Gloria Crane Gartz, per fornire un luogo confortevole ed elegante in cui le donne potessero incontrarsi, socializzare e lavorare insieme a vari progetti comunitari. Nel corso dei suoi molti anni, il Circolo cittadino femminile ha accolto migliaia di membri, ospiti e visitatori e ha ospitato decine di eventi memorabili.
È stato inserito nel Registro Nazionale dei Luoghi Storici nel 2001, riferimento 01000329

## Storia
La Blinn House è stata progettata nello stile della Prairie School dall'architetto George Washington Maher, seguace di Louis H. Sullivan e contemporaneo di Frank Lloyd Wright. Fu stata costruita nel 1905, con uno stile Artigiano Americano attento all'integrazione estetica.

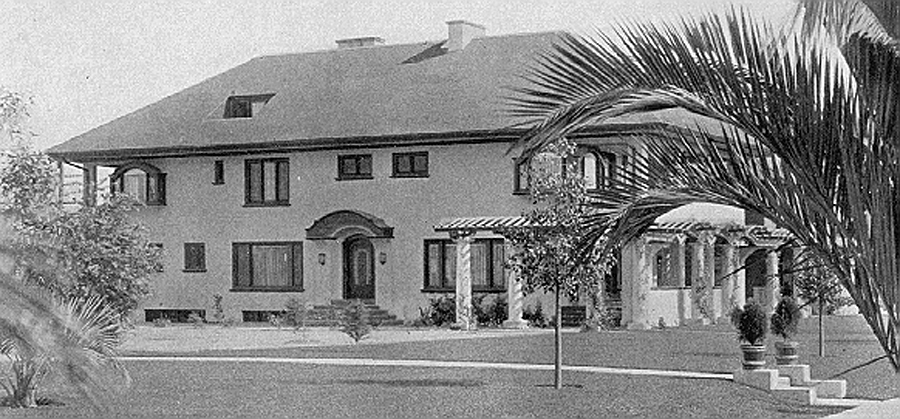
The Edmund Blinn House, Inland Architect magazine photo, July 1907, Pasadena.

## Circolo cittadino femminile
Uno dei contributi più significativi forniti dal Circolo cittadino femminile è stato quello di fornire uno spazio di incontro per altre organizzazioni senza scopo di lucro.
Partendo in particolare dai gruppi femminili, il Club ha aperto negli anni le sue porte a organizzazioni sempre più varie. Più di venti gruppi comunitari si sono incontrati lì regolarmente negli ultimi tempi. Il Pasadena Heritage continua quella tradizione poiché recentemente ha accolto molti di quegli stessi gruppi per incontrarsi. Dopo essersi sciolto l'anno precedente e dopo quasi 76 anni nella casa, il Circolo cittadino femminile di Pasadena nel 1921 donò la Edmund Blinn House al Pasadena Heritage, che mantiene la sua sede nell'edificio.